# Półokrąg

Rys. 1. Punkt B poruszający się po półokręgu (łuku ABC) będącym częścią okręgu o środku O. Końce tego półokręgu leżą na odcinku AC. Odcinek AB to promień wodzący punktu B względem punktu A. Odcinek CB to promień wodzący punktu B względem punktu C. Kąt ABC oparty na średnicy AC jest prosty (zob. twierdzenie Talesa).

Rys. 2

Półokrąg – łuk okręgu wyznaczony przez kąt środkowy o mierze 180°. Końce półokręgu leżą więc na jednej średnicy. Promieniem półokręgu jest promień okręgu, którego częścią jest półokrąg.

## Twierdzenie o kącie wpisanym w półokrąg
Twierdzenie to, przypisywane Talesowi, mówi że każdy kąt wpisany w półokrąg oparty na jego podstawie jest kątem prostym.

## Wyznaczanie średnich
Wykorzystując właściwości półokręgu, można konstrukcyjnie wyznaczyć średnie z dwóch liczb {\displaystyle a} i {\displaystyle b.}

### Średnia arytmetyczna
Należy skonstruować półokrąg o podstawie równej {\displaystyle a+b.} Promień tego półokręgu jest średnią arytmetyczną z obu liczb (rys. 2 – czerwona linia)
{\displaystyle c={\frac {a+b}{2}}.}

### Średnia geometryczna
Konstruując półokrąg taki sam jak w poprzednim przykładzie, należy narysować odcinek o początku w miejscu zetknięcia się odcinków o długościach {\displaystyle a} i {\displaystyle b,} prostopadły do podstawy, o końcu leżącym na łuku półokręgu. Długość tego odcinka jest równa średniej geometrycznej liczb {\displaystyle a} i {\displaystyle b} (rys. 2 – brązowa linia)
{\displaystyle d={\sqrt {ab}}.}
Można to wykazać, wykorzystując twierdzenie Pitagorasa oraz fakt, że kąt oparty na odcinku o długości {\displaystyle a+b} jest kątem prostym.